# Герб Петровского городского округа
Герб Петровского городского округа Ставропольского края Российской Федерации — опознавательно-правовой знак, составленный и употребляемый в соответствии с правилами геральдики, служащий официальным символом муниципального образования.
Первоначально был утверждён 29 мая 2009 года как герб Петровского муниципального района и 29 июня того же года внесён в Государственный геральдический регистр РФ с присвоением регистрационного номера 5060.
Решением Совета депутатов Петровского городского округа от 14 декабря 2018 года № 200 герб Петровского муниципального района был утверждён гербом Петровского городского округа.

## Описание
Геральдическое описание герба округа гласит:

В пересечённом червлёно-лазоревом щите на золотом картуше (карте) повышенный коричневый пояс в кладку с замковым камнем в почётном месте. Щит увенчан золотой территориальной (городского округа) короной о пяти зубцах.— Решение Совета депутатов Петровского городского округа Ставропольского края от 14.12.2018 № 200

## Обоснование символики
Герб Петровского городского округа можно определить как «гласный» или «говорящий», поскольку его пластическая идея полностью отражает идею содержательную, заложенную в самом названии герба. Символы, определяющие его геральдическую композицию, помимо отражения принципа «гласности», призваны более глубоко раскрывать содержательную идею.
Петровский городской округ располагается в центре Ставропольского края. Золотой картуш (карта) символизирует географическую карту края, а замковый камень символизирует центральное место округа на ней.
В гербе указывается на наименование округа: геральдическая фигура первого порядка — вытянутый пояс в кладку с замковым камнем в почётном месте отражает значение имени Пётр (в переводе с греч. — «камень»).
Окружным центром является город Светлоград. В состав Петровского городского округа входят 26 населённых пунктов (ранее — 13 муниципальных образований: 12 сельских и одно городское). Это символически отражено в гербе коричневым поясом в кладку, состоящим из двенадцати камней (сельские поселения) и одного замкового камня в центре (городское поселение).
Символизм тинктур:
- золото олицетворяет Солнце, просвещение, сакральные качества, неподверженность порче, мудрость, стойкость, знатность, честь, превосходство, мужское начало, богатство, совершенство, свет, озарение, гармонию, духовное сокровище, бессмертие;
- лазурь символизирует истину, интеллект, откровение, мудрость, лояльность, верность, постоянство, непорочность, чистые побуждения, безупречную репутацию, широту души, благоразумие, благочестие, мир, созерцание, цвет Терского казачьего войска, богородичный цвет;
- червлень символизирует цвет великомученичества, активный мужской принцип, цвет солярных божеств, активность, суровость, созидательная сила, энергия жизни, победа, успех;
- коричневый цвет символизирует естественный цвет камня.

## История
Для разработки символики Петровского муниципального района была сформирована рабочая группа в составе Александра Щедрина (председатель), депутатов Василия Савченко, Александра Тенькова, Владимира Зорина, представителей народного образования, культуры и др. Перед членами группы ставилась задача подготовить проект герба, который отражал бы особенности района и соответствовал правилам геральдики. Исполнение герба осуществлял художник Игорь Проститов.

С самого начала в основу содержательной части герба были положены две особенности района — его название в честь небесного покровителя Апостола Петра и местонахождение района в самом центре Ставропольского края. Наряду с этим принималось во внимание ещё и предание о том, что село Петровское [ныне город Светлоград] было основано в 1750-х годах беглым крепостным крестьянином Петром Бурлаком, который не только землю пахал, но и не прочь был пограбить с кистенём и кинжалом. Данные атрибуты пробовали ввести в композицию герба, но депутаты райсовета отвергли это.— Охонько Н. А. Символы малой родины
В ходе работы над окончательным вариантом герба в качестве тинктур были выбраны золото (жёлтый цвет), червлень (красный) и лазурь (синий). Их символика, по замыслу разработчиков, трактовалась следующим образом: «жёлтый — изобилие; красный — цвет героизма, он олицетворяет подвиг наших земляков, проливавших кровь за Родину; синий — честность и верность. Все три цвета традиционно славянские». Помещённое в поле щита изображение картуша (старинной карты) подчёркивало «уникальное географическое положение района: он находится как раз посредине между Северным и Южным полюсами». Вытянутый пояс в кладку символизировал муниципально-территориальное устройство района («12 кирпичиков — это сёла района, 13-й замковый обозначает Светлоград, столицу Петровского района») и одновременно указывал на значение слова «Пётр» и название района, сообщая «гласность» данному гербу. Разработка этого проекта завершилась в преддверии празднования 85-летия района.
29 мая 2009 года, рассмотрев предложение рабочей группы по согласованию проектов графического изображения (рисунка) герба Петровского муниципального района и заключение постоянной комиссии Совета Петровского муниципального района Ставропольского края по законодательству, местному самоуправлению и правопорядку, депутаты райсовета решили утвердить положение о гербе и направить его на регистрацию в Геральдический совет при Президенте РФ. Согласно положению, герб района имел следующее описание:

В пересечённом червлёно-лазоревом щите на золотом картуше (карте) повышенный коричневый пояс в кладку с замковым камнем в почётном месте. Щит увенчан золотой территориальной (муниципального района) короной о пяти зубцах.— Решение совета Петровского муниципального района Ставропольского края от 29.05.2009 № 29
29 июня 2009 года, после прохождения экспертизы в государственной Герольдии, герб Петровского муниципального района был внесён в Государственный геральдический регистр под номером 5060.
1 мая 2017 года все муниципальные образования Петровского района были объединены в Петровский городской округ.
Решением Совета депутатов Петровского городского округа Ставропольского края от 14 декабря 2018 года № 200 округ определён правопреемником герба и флага — официальных символов Петровского муниципального района. При этом «территориальная» корона, изображённая в гербе округа, осталась прежней (золотая с пятью заострёнными зубцами), то есть обозначающей статус муниципального образования как муниципального района (в гербах городских округов обычно используется корона другого типа — стенчатая золотая с пятью зубцами).